# رزآنا بانفی
رزآنّا بانفی (به ایتالیایی: Rosanna Banfi) بازیگر ایتالیایی متولد سال ۱۹۶۳ میلادی در پولیای ایتالیا و فرزند لینو بانفی بازیگر است.
از فیلم‌ها یا سریال‌های او می‌توان به فروشگاه بزرگ و یک پزشک در خانواده اشاره کرد.

## زندگی‌نامه
رزآنّا در کانوسا دی پولیا ایتالیا زاده شد، اما در شهر رم رشد کرد جایی که او در مدارس و دانشکده‌های مختلف تئاتر شرکت می‌کند.
در آغاز کار در سینما در پایان دهه ۸۰ میلادی، او در برخی از فیلم‌های پدرش بازی می‌کند.

## زندگی خصوصی
او در سال ۱۹۹۲ با فابیو ائونی بازیگر ازدواج کرد و دو فرزند به نامهای ویرجینیا متولد ۱۹۹۳ و
پیترو متولد ۱۹۹۸ دارد. در طی یک مصاحبه با برنامه La vita in diretta که در ۲۶ مارس ۲۰۰۹ پخش شد، پدرش، لینو بانفی، گفت که دخترش تحت یک عمل جراحی سرطان سینه قرار گرفته‌است.